# Дискование

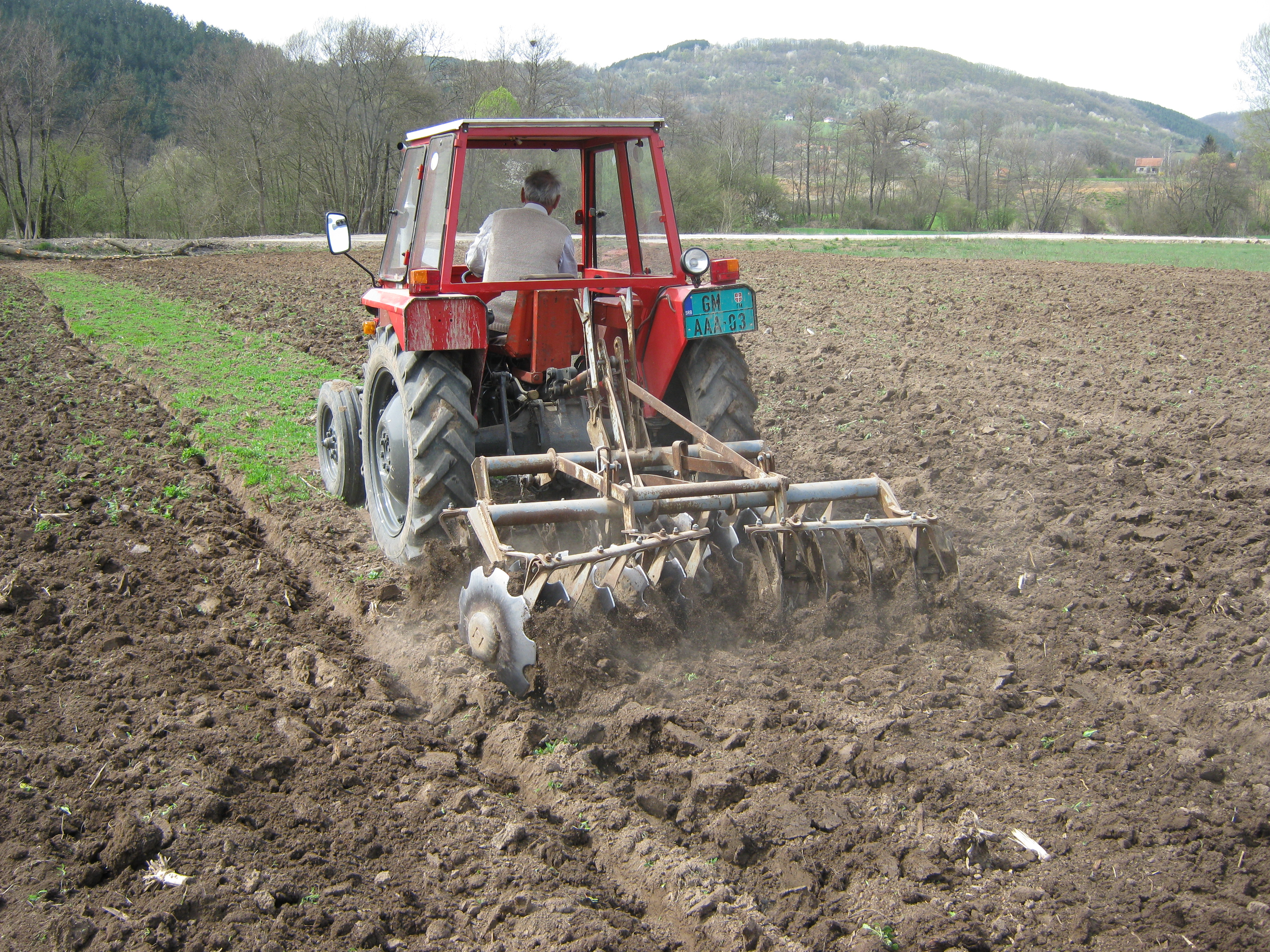
Дискование навесной тяжёлой дисковой бороной

Дискование — использование дисковых орудий (в частности, дисковых борон и лущильников) для рыхления верхнего слоя почвы. Диски могут быть поставлены по отношению к линии тяги под разным углом, который называется «углом атаки» — от его значения зависит глубина рыхления и качество перемешивания и оборачиваемости почвы. Дискование применяют как для обработки сильно задернённых почв перед их пахотой с целью разложения дернины, так и для обработки торфянников после вспашки болотным плугом, а также в других случаях. Применяется дискование и для уничтожения сорняков, таких как овсюг, пырей ползучий и острец, для ухода за посевами многолетних трав и люцерниками. При дисковании чистых паров в засушливый период возникает риск ветровой эрозии почвы — в этих случаях предпочтительнее культивация плоскорежущими орудиями.